# Вер, Джон де, 15-й граф Оксфорд
Джон де Вер (англ. John de Vere; приблизительно 1482 — 21 марта 1540) — английский аристократ, 15-й граф Оксфорд с 1526 года, лорд великий камергер Англии. Кавалер ордена Подвязки, член Тайного совета. Принадлежал к окружению короля Генриха VIII

## Биография
Джон де Вер был сыном Джона де Вера и его жены Элис Килрингтон, правнуком 11-го графа Оксфорда. Он родился приблизительно в 1482 году. Известно, что в 1509 году Джон присутствовал на похоронах короля Генриха VII. 25 сентября 1513 года в Турне, после «битвы шпор», Генрих VIII пожаловал его в рыцари. В 1515—1516 годах Де Вер занимал пост шерифа Хартфордшира. Он сопровождал короля на Поле золотой парчи в 1520 году, где произошла встреча с королём Франции Франциском I, на встречу с Карлом V в Дувре в 1522 году. После смерти бездетного троюродного брата, ещё одного Джона де Вера, Джон унаследовал владения старшей ветви рода и графский титул (1526). В декабре того же года он получил должность лорда-камергера, а 21 октября 1527 года стал кавалером ордена Подвязки.
В последующие годы де Вер занимал видное место в королевском окружении и участвовал во всех ключевых событиях в жизни двора. В 1529 году он подписал петицию лордов против кардинала Уолси, до 22 марта 1531 года был включён в Тайный совет. В апреле 1533 года он нёс корону во время коронации Анны Болейн, а в мае 1536 года входил в состав комиссии, приговорившей Анну к смертной казни за измену. В октябре 1537 года сэр Джон присутствовал на крещении принца Эдуарда (впоследствии короля Эдуарда VI); 12 ноября — на похоронах королевы Джейн Сеймур. 2 и 3 декабря 1538 года он был в составе коллегии пэров, приговорившей к смерти маркиза Эксетера и барона Монтегю. Граф сопровождал короля в Блэкхит, навстречу его новой жене Анне Клевской (встреча состоялась 1 января 1540 года).
Сэр Джон первым из де Веров перешёл в англиканство. Он прокровительствовал актёрской труппе, для которой заказывал пьесы Джону Бейлу. Граф умер 21 марта 1540 года в своём поместье в Эссексе и был похоронен в родовой усыпальнице де Веров.

## Семья
Джон де Вер был женат дважды. Его первой женой стала Кристиана Фодерингей (около 1481 — до 1498), дочь Томаса Фодерингея и Элизабет Дорвард. Она умерла совсем юной, не оставив потомства. Позже Джон женился на Элизабет Трасселл, дочери Эдуарда Трасселла и Маргарет Донн. В этом браке родились четверо сыновей и три дочери:
- Элизабет, жена Джона Дарси, 1-го барона Дарси из Чича[7];
- Джон, 16-й граф Оксфорд;
- Фрэнсис, жена Генри Говарда, графа Суррея[8];
- Обри;
- Роберт;
- Энн, жена Эдмунда Шеффилда, 1-го барона Шеффилда, и Джона Брока[9];
- Джеффри.